# See-Brachsenkraut
Das See-Brachsenkraut (Isoetes lacustris) ist eine Pflanzenart aus der Gattung der Brachsenkräuter (Isoetes), einer systematisch isoliert stehenden Gruppe der Ordnung der Bärlapppflanzen (Lycopodiopsida). Diese Wasserpflanze ist in Europa und Nordamerika verbreitet.

## Beschreibung

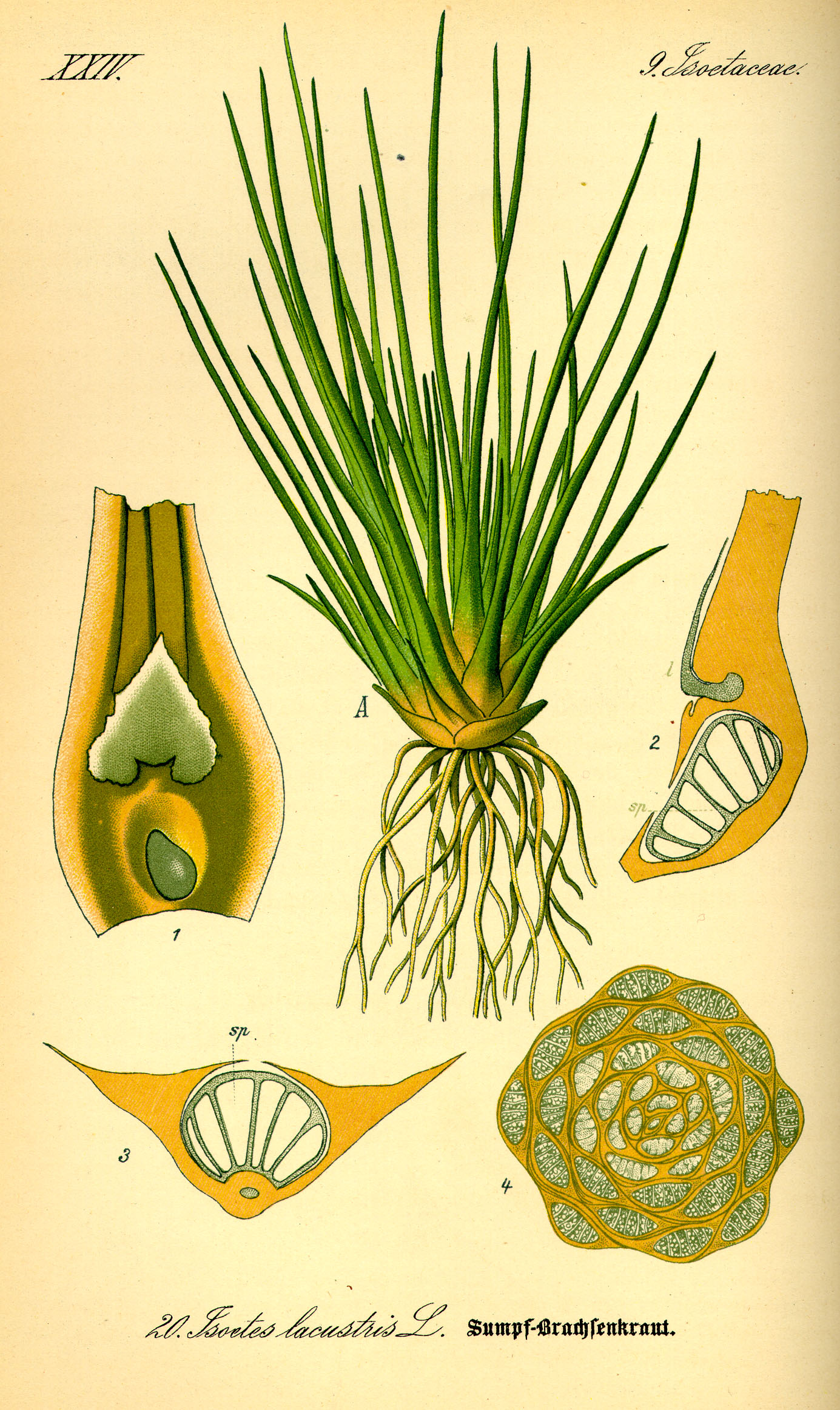
Illustration des See-Brachsenkrautes (Isoetes lacustris): (A) Ganze Pflanze -
(1) Blattgrund mit Sporangium am Grund und Blatthäutchen darüber - (2) Längsschnitt und (3) Querschnitt des Blattgrundes mit dem gekammerten Sporangium - (4) Querschnitt durch Sprossbasis

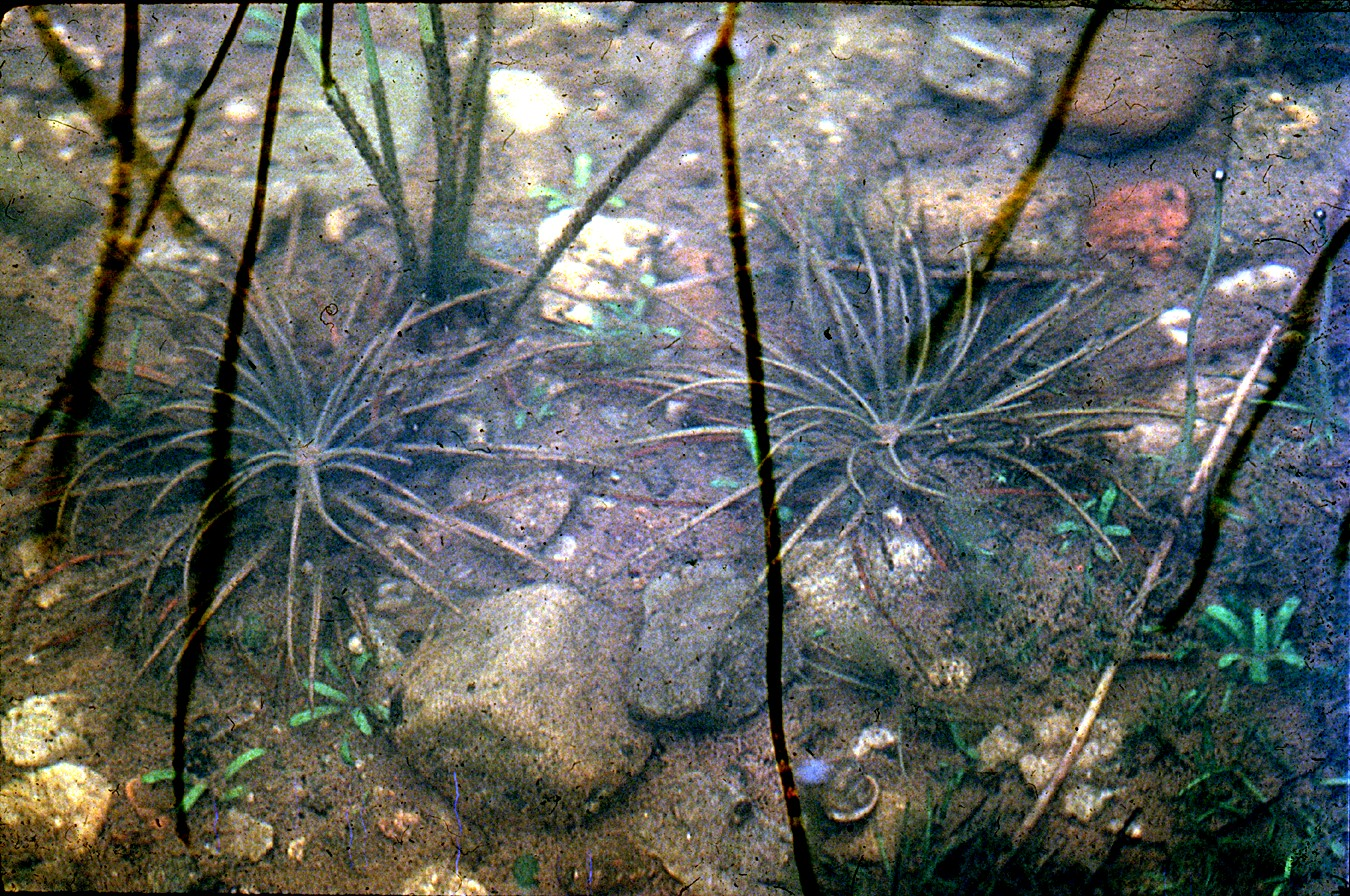
Habitus im Habitat

Das See-Brachsenkraut ist eine ausdauernde krautige Pflanze, die Wuchshöhen von 3 bis 15 Zentimetern erreicht. Sie hat eine unverzweigte, gestauchte, knollenförmige Sprossachse, die sekundäres Dickenwachstum zeigt. An der Sprossachse steht eine Rosette von bis über 70 binsenförmigen Blättern. Die dunkel-grünen, steifen Blätter sind am Grund flach rinnig, oberwärts stielrund, 5 bis 20, selten bis 40 Zentimeter lang sowie 2 bis 3 Millimeter breit mit kurz zugespitztem oberen Ende. Die Ligula ist kaum länger als breit.
Die Sporangien stehen in einer Grube am Grund der scheidig erweiterten Blätter, die im oberen Drittel von einem Schleier (Velum) bedeckt wird. Die Makro- und Mikrosporophylle sind gleich gestaltet, wobei erstere außen an der Rosette stehen, letztere innen. Die weißlichen Makrosporen haben eine dicht netzrunzelige Oberfläche und einen Durchmesser von 530 bis 700 µm. Die hellbräunlichen Mikrosporen messen etwa 40 × 30 µm und haben meist niedrig, teilweise leistenartig verlängert-warzige, selten glatte Oberfläche. Die Sporen reifen von Juli bis September.
Das Prothallium ist eingeschlechtig, kurzlebig und verbleibt in der Spore. Die Spermatozoiden sind vielgeißelig. 
Das See-Brachsenkraut ist dekaploid mit einer Chromosomenzahl von 2n = 110.

## Ökologie
Die Sporenreife des See-Brachsenkrauts erfolgt im Spätsommer und im Frühherbst, Keimung und Embryobildung wurden kaum bekannt. 
Alte Blätter lösen sich im Herbst ab und werden dann am Ufer des Sees angeschwemmt. Hier vermutet man die Prothalienentwicklung und die Befruchtung. Losgelöste Blätter (die Makro- und Mikrosporangien enthalten) können auch von Vögeln an andere Gewässer verschleppt werden.

## Vorkommen
Das See-Brachsenkraut ist in Europa, in Nordamerika und in Japan verbreitet. In Europa kommt das See-Brachsenkraut in West-, Nord- und Osteuropa vor, in Mitteleuropa ist es selten. In Europa findet man es vor allem in Nordeuropa, Großbritannien, Irland, Island, in den skandinavischen Ländern, Finnland, in den angrenzenden Teilen Russlands, und in Dänemark. Vereinzelt tritt es auch in Spanien, in den Pyrenäen und im französischen Zentralmassiv auf. Es steigt in Polen bis 1230 Meter Meereshöhe auf.
In Deutschland ist das See-Brachsenkraut bundesweit stark gefährdet, in Bayern und Mecklenburg-Vorpommern ist es bereits ausgestorben. In Österreich kommt und kam es nicht vor; ältere Angaben über Vorkommen in einigen Salzburger Seen sind „vermutlich irrtümlich“. Aus der Schweiz sind nur drei Fundgebiete in den Zentralalpen bekannt, die Bestände gelten als stabil bis leicht abnehmend. In Deutschland ist die Art gesetzlich geschützt.
Das See-Brachsenkraut wächst untergetaucht (submers) in nährstoffarmen (oligotrophen) und kalkarmen Kaltwasserseen mit sandigem oder kiesigem Grund und ist pflanzensoziologisch der Klasse Littorelletea, also den Strandlings-Gesellschaften, zuzuordnen. Es kommt bis in 5, selten bis in 8 Metern Wassertiefe vor.

## Taxonomie
Die Erstveröffentlichung von Isoetes lacustris erfolgte 1753 durch Carl von Linné in Species Plantarum, Tomus II, Seite 1100.

## Trivialnamen
Den deutschsprachigen Trivialnamen Brachsenkraut erhielt es von dem Fisch Brachse (Abramis brama), mit dem es in Pommern in großen Mengen auf den Markt kam.

## Belege